# Napuka
Napuka, o Pukaroa, è un piccolo atollo corallino nelle Isole della Delusione, nella parte nordorientale dell'arcipelago delle Tuamotu nella Polinesia Francese. È situato a 15 km a sud-est di Tepoto Nord, l'isola più vicina, formando insieme un piccolo gruppo. Questi due atolli sono abbastanza isolati: infatti l'isola più vicina ad essi è Fangatau, un atollo a 170 km a Sud.
L'atollo di Napuka è lungo 10,5 km e largo 4 km. L'area totale terrestre delle 30 isole che compongono Napuka è 8 km². La superficie della laguna è 18 km².
Secondo il censimento del 2002, Napuka ha 257 abitanti. Il villaggio principale è Tepukamaruia (Te Puka Maru Ia).

## Storia
Il primo europeo a raggiungere l'isola fu l'esploratore John Byron nel 1765. Chiamò Napuka e Tepoto "Isole della Delusione" a causa dell'ostilità dei nativi.
Napuka fu visitata dalla United States Exploring Expedition, tra il 1838 e il 1842. Questo atollo fu probabilmente quello che Charles Wilkes chiamava "Wytoohee" o "Wutoohee".
L'aeroporto di Napuka fu inaugurato nel 1977.

## Amministrazione
L'atollo di Napuka è il capoluogo del comune di Napuka, che consiste nell'atollo di Napuka e nell'isola di Tepoto Nord.